# Thilo Kehrer
Thilo Kehrer (Tubinga, 21 de setembro de 1996) é um futebolista alemão que atua como zagueiro e lateral-direito. Atualmente joga no Monaco.

## Carreira
Thilo Kehrer começou sua carreira profissional no Schalke 04.

## Títulos
Alemanha
- Campeonato Europeu Sub-21: 2017

Paris Saint-Germain
- Campeonato Francês: 2018–19, 2019–20, 2021–22
- Supercopa da França: 2019
- Copa da França: 2020–21

West Ham
- Liga Conferência da UEFA: 2022–23